# Polarni sij
Polárni síj ali avróra je sijaj vidne svetlobe v zgornjih delih ozračja, viden ponoči. Po navadi je zelene ali rdeče barve. Ta naravni pojav je aurora borealis ali severni sij verjetno poimenoval francoski astronom Pierre Gassendi leta 1621 po rimski boginji jutranje zarje Avrori. Že veliko pred njim sta ga opisala Aristotel in Plinij Starejši. Polarni sij je opisan v različnih mitih skandinavskih narodov in Eskimov, kjer ima nadnaraven pomen. Na južni polobli je opazen enak pojav, britanski raziskovalec James Cook ga je opazoval na južnem Indijskem oceanu in ga leta 1773 imenoval aurora australis.
Polarni sij je najpogosteje viden v dveh ovalnih pasovih okoli zemeljskih magnetnih polov, ki je običajno 3° do 6° širok v zemljepisni širini in med 10° in 20° od geomagnetnih polov v vseh lokalnih časih (ali dolžinah). Geomagnetna nevihta povzroči, da se avroralni ovali (severni in južni) razširijo, zaradi česar se polarni sij spusti na nižje zemljepisne širine. Pojavlja se na višini okrog 100 km (termosfera). Na območjih pod ovalnim pasom je možno videti polarni sij skoraj vsako jasno noč. Na srednjih širinah je polarni sij zelo redko viden, največkrat kot šibko žarjenje na obzorju v smeri proti poloma. Ob redkih priložnostih, po zelo močnih izbruhih na Soncu, se oval polarnega sija spusti proti jugu (ali severu na južni polobli) in takrat je viden višje na nebu tudi na srednjih zemljepisnih širinah. Najlepše viden jeseni, pa tudi spomladi.

## Nastanek
Polarni sij nastane, ko električno nabiti delci magnetosfere, v glavnem so to elektroni, lahko tudi protoni (Sončev veter) in nekateri težki ioni (kisik in dušik), pridejo v stik z Zemljinim ozračjem in tam reagirajo ter posledično zasvetijo. Trk delca sproži pri molekulah/atomih vzbujeno stanje, ki je primerno spremenjeni konfiguraciji elektronov. Po kratkem času se stanje zopet povrne na osnovno energijsko raven in pri tem se sprošča svetlobna energija, ki je splošno označena kot fluorescenca. Do teh pojavov privedejo tudi poskusi z jedrskim orožjem v višjih slojih ozračja (400 km), kot na primer ameriški poskus Starfish-Prime 9. julija 1962. Polarni sij se pojavlja zlasti v polarnih območjih, saj potujejo delci v Sončevem vetru po magnetnih silnicah zemeljskega magnetnega polja, ki imajo začetek in konec v magnetnih polih Zemlje.
Sončev veter je električno nabita plazma, ki potuje s povprečno hitrostjo med 500 in 833 km/s (do 3.000.000 km/h) in z gostoto, ki je v bližini Zemlje približno enaka 5 × 106 delcev na m³. Na polih, kjer je smer magnetnega polja navpična glede na površino Zemlje, lahko nabiti delci vstopijo v Zemljino ozračje. Plazma potrebuje pri večji hitrosti 2 dneva, pri manjši pa 4 dni, da prepotuje razdaljo med Soncem in Zemljo, ki znaša okoli 150 milijonov kilometrov. Polarni sij se pojavlja tako na severnih širinah (severni sij ali aurora borealis) kot tudi na južni polobli (južni sij ali aurora australis). Prvi izraz je leta 1619 skoval Galileo Galilei iz rimske boginje zore in grškega imena za severni veter. Aurora borealis je vidna z območij okoli Arktike, kot so Aljaska, kanadska ozemlja, Islandija, Grenlandija, Norveška, Švedska, Finska in Sibirija. Aurora australis je vidna z visokih južnih zemljepisnih širin na Antarktiki, Čilu, Argentini, Južni Afriki, Novi Zelandiji in Avstraliji. Te pojave lahko opazimo tudi na drugih planetih našega Osončja. Pogoj za to je, da ima planet lastno magnetno polje in atmosfero.

## Magnetizem in elektrika
Olof Petrus Hjorter in Anders Celsius sta leta 1741 ugotovila, da med pojavom polarnega sija prihaja do zametkov magnetnih fluktacij. Kasneje je bilo odkrito, da prav to dejstvo pojasnjuje močno električno energijo v področjih s pojavi aurore- Birkeland (1908) je ugotovil, da elektrika teče v smeri vzhod - zahod vzdolž roba auroralnega ovala, od dnevne proti nočni strani Zemlje (poglej Birkelndova elektrika). Naprej, Loomis (1860) in Fritz (1881) sta ugotovila, da polarna svetloba večinoma potuje v "auroralni coni", prstanovem področju znotraj radija približno 2500 km od Zemeljinega magnetnega pola in ne zemljepisnega, blizu katerega se skoraj nikoli ne vidi. Področje največjega ponavljanja polarne svetlobe (aurorarni val), se ne poklapa popolnoma z auroralno cono; odklonitev je 3-5 stopinj od magnetnega polja v smeri nočne strani planeta, tako, da se pojav polarne svetlobe največ približa ekvatorju ponoči po lokalnem času

## Oblike polarnega sija
Oblike polarnega sija so različne: se pojavljajo kot zavese, žarki, spirale ali dinamično utripanje, ki pokrivajo celotno nebo. Najbolj razgibani so nagubani pasovi, ki spominjajo na ogromne svetleče zavese, ki se gibljejo po nebu. 
Aurora je lahko statična (njena oblika ostaja enaka) ali dinamična (njena oblika se spreminja).

## Pogostost
Pogostost pojavov polarnega sija v srednjih širinah (Srednja Evropa) je odvisna od dejavnosti Sonca. Sonce gre skozi različne cikle delovanja (cikel Sončevih peg), ki potrebuje od začetka (Sončev oz. solarni minimum) preko sredine (Sončev oz. solarni maksimum) do konca (ponovni minimum) povprečno enajst let. Skupaj s tem ciklom niha tudi število polarnih sijev. Posebej pogosto se pojavljajo polarni siji med najmočnejšo dejavnostjo Sonca (nazadnje leta 2011/2012), saj so takrat izbruhi na Soncu še posebej močni. Pri teh izbruhih se sprosti ogromna količina delcev, ki so osnovnega pomena za polarni sij v Srednji Evropi. V zgodnjih in poznih fazah Sončevega cikla, ko je dejavnost blizu minimuma, je teh izbruhov veliko manj in zaradi tega je tudi verjetnost, da bo prišlo do polarnega sija, občutno manjša. Vseeno pa lahko opazujemo tudi v naraščajočem ali padajočem delu solarnega cikla močne dogodke. Tako je bilo moč videti polarni sij jeseni leta 2003 v Grčiji in na Kanarskih otokih.
V sredini cikla, torej med Sončevim maksimumom, lahko v Nemčiji vidimo nekje med 10 in 20 teh svetlobnih pojavov letno. Na splošno se pojavljajo v severnem delu neba, samo pri zelo močnih Sončevih vetrovih se pojavijo na južni strani. Ker smo vezani na opazovanje Sonca z Zemlje in to vizualno, lahko kratkoročno napovemo polarni sij, saj je svetloba veliko hitrejša od delcev v plazmi. Napoved pa uspe bolje, če uporabimo prosto dostopne podatke raziskovanja Sonca in Sončevih vetrov, ki sta jih pripravila NASA in ESA. Ker potrebuje Sončev veter od Sonca do Zemlje od 2 do 4 dni, lahko torej računamo na polarni sij pod pogojem, da je bil izbruh močan. Statistična izpeljava, da se polarni sij pojavlja predvsem v jeseni in zgodnji zimi, od konca oktobra do sredine decembra, ter v pozni zimi in spomladi, od konca februarja do začetka aprila, ni absolutno zagotovilo za to, da bo takrat tudi res največ teh pojavov. Res je, da sta v tem času magnetni polji Sonca in Zemlje v primernem položaju drug na drugega, a je ta učinek zaradi majhnega nagiba Zemlje v primerjavi z učinkom ekliptike bolj ali manj zanemarljiv.
Verjetneje je, da zaradi vremena/vremenskih razmer v najhladnejših zimskih nočeh le redki opazujejo nebo. Isto velja za poletje, saj je na severnem polu polarni dan in je praktično nemogoče opaziti severni sij. Na splošno lahko trdimo, da se pogostost polarnega sija manjša z razdaljo od severnega ali južnega pola. Med močnejšimi geomagnetnimi nevihtami se lahko polarni sij tako vidi tudi v legah bližje ekvatorju. Med najmočnejšim dokumentiranim geomagnetnim viharjem 2. septembra 1859 je bil polarni sij viden do območij z nizko zemljepisno širino, kot npr. Kuba. Med geomagnetno nevihto 13. in 15. majem 1921, je bil severni sij viden do le 14 stopinj geografske širine od ekvatorja in je povzročil številne motnje na elektičnem in telegrafskem omrežju. 
V Sloveniji lahko vidimo polarni sij med srednje močnimi geomagnetnimi nevihtami, ki so pogostejše med solarnim maksimumom in redkejše v drugih delih cikla. S pomočjo fotoaparatov z daljšim osvetlitvenim časom pa lahko vseeno dokumentiramo posamezne dogodke v drugih fazah Sončevega cikla tudi v Sloveniji. Med približevanjem solarnemu maksimumu je bil tako sererni sij v Sloveniji s prostim očesom viden v novembru 2023 in maju 2024.

## Barve
Polarni siji imajo lahko različne barve. Šibki polarni siji so navadno bele barve, močnejši pa so lahko rumeno-zelene in rdeče barve.
- Rdeča: Na najvišjih nadmorskih višinah vzburjeni atomski kisik oddaja pri 630 nm (rdeča); nizka koncentracija atomov in manjša občutljivost oči na tej valovni dolžini povzročita, da je ta barva vidna le pri intenzivnejši sončni aktivnosti. Majhno število atomov kisika in njihova postopno padajoča koncentracija je odgovorna za bled videz vrhnjih delov "zaves". Škrlat in karmin so najpogosteje vidni odtenki rdeče za auroro.
- Zelena: Na nižjih nadmorskih višinah pogostejši trki zavirajo način 630 nm (rdeče): prevladuje emisija 557,7 nm (zeleno). Zaradi precej visoke koncentracije atomarnega kisika in večje občutljivosti oči v zeleni barvi so zeleni siji najpogostejši. Tu vlogo igra vzbujeni molekularni dušik (atomski dušik je redek zaradi visoke stabilnosti molekule N2), saj lahko s trkom prenese energijo na atom kisika, ki jo nato oddaja na zeleni valovni dolžini. (Rdeča in zelena se lahko mešata tudi skupaj, da ustvarita rožnate ali rumene odtenke.) Hitro zmanjšanje koncentracije atomskega kisika pod približno 100 km je odgovorno za nenaden konec spodnjih robov zaves. Tako valovni dolžini 557,7 kot 630,0 nm ustrezata prepovedanim prehodom atomarnega kisika, počasnemu mehanizmu, ki je odgovoren za postopnost (0,7 s oziroma 107 s) gorenja in bledenja.
- Modra: Na še nižjih nadmorskih višinah je atomski kisik neobičajen, molekularni dušik in ionizirani molekularni dušik pa prevzameta vlogo pri ustvarjanju emisij vidne svetlobe, ki seva na velikem številu valovnih dolžin v rdečem in modrem delu spektra, s 428 nm (modra) biti dominanten. Modre in vijolične emisije, običajno na spodnjih robovih "zaves", se pokažejo pri najvišjih ravneh sončne aktivnosti.[5] Prehodi molekularnega dušika so veliko hitrejši od prehodov atomarnega kisika.
- Ultravijolično: Ultravijolično sevanje polarnega sija (znotraj optičnega okna, ki pa ni vidno vsem ljudem) je bilo opazovano s potrebno opremo. Ultravijolični polarni sij je bil viden tudi na Marsu,[6] Jupitru in Saturnu.
- Infrardeče: Infrardeče sevanje v valovnih dolžinah, ki so znotraj optičnega okna, je prav tako del številnih avror.[7]
- Rumena in roza sta mešanica rdeče in zelene ali modre. Druge odtenke rdeče, pa tudi oranžne, je mogoče videti ob redkih priložnostih; rumeno-zelena je zmerno pogosta. Ker so rdeča, zelena in modra linearno neodvisne barve, bi aditivna sinteza teoretično lahko proizvedla večino barv, ki jih človek zazna, vendar tiste, omenjene v tem članku, obsegajo tako rekoč izčrpen seznam.

## Aurora na drugih planetih
Polarni sij so odkrili tudi na Jupitru in Saturnu, ki imata oba močnejše magnetno polje kakor Zemlja. Odkrili so jo tudi na Jupitrovi luni Io, ki inducira Jupitrovo magnetno polje, in na Marsu, za katerega so poprej menili, da tovrstnih pojavov nima, saj na njem ni prisotno močnejše magnetno polje.

## Zvoki polarnega sija
Skozi zgodovino so govorili o zvokih polarne svetlobe, pokanju, brenčanju, žvižganju. Danski raziskovalec Krud Rasmussen jih je indirektno omenil leta 1932, ko je govoril o narodnih običajih grenladskih Eskimov, kakor tudi antropolog Ernest Hawkes leta 1916. Kornelij Tacit, starorimski zgodovinar, je pisal, kako so ljudje na severu trdili, da slišijo tovrstne zvoke. Še danes prihajajo poročila o polarnih zvokih, vendar jih do sedaj še nikomur ni uspelo posneti (poleg tega obstajajo znanstvene težave glede izvora zvoka v polarnem siju).
Hrup Aurore, podoben hrupu prasketanja, se začne približno 70 m nad zemeljsko površino in ga povzročajo nabiti delci v inverzijski plasti atmosfere, ki nastane v hladni noči. Nabiti delci se izpraznijo, ko delci iz Sonca zadenejo inverzijsko plast in ustvarijo hrup.

## Zgodovina
Prva poročila o polarnih sijih so stara več kot 2000 let. Različne kulture v severu Amerike, Evrope in Azije so v svetlobnih pojavih videle dejavnost bogov ter duhov. Predstavljali so si, da plešejo ali pa se bojujejo, nekateri pa so jih jemali kot sporočila človeštvu. V srednjem veku je bil polarni sij podobno kot komet znanilec prihajajoče nesreče (npr. vojne, kuge, lakote). Ta pogled je podkrepila tudi barva svetlobe, saj je bila (krvavo) rdeča.
Vikingi so v polarnem siju videli znamenje, da se je nekje na svetu končala velika bitka. V njihovih legendah so po vsaki bitki po nebu jezdile valkire in izbirale junake, ki so od takrat naprej lahko jedli pri Odinovi mizi. Medtem ko so jezdile po nebu, se je lunina svetloba odbijala od njihovih lesketajočih oklepov in tako je nastal polarni sij.
V 18. stoletju so ljudje prvič poskusili znanstveno razložiti nastanek polarnega sija. Raziskovalci so najprej mislili, da gre za odboj sončne svetlobe od oblakov ali od ledenih kristalov. Šele nekaj časa kasneje je angleški astronom in matematik Edmond Halley – verjetno kot prvi – odkril povezavo med Zemljinim magnetim poljem in polarnim sijem, a vseeno mu ni uspelo razložiti svetlobe. To je uspelo švedskemu astronomu in fiziku Andersu Jonasu Ångströmu leta 1867, ko je lahko pokazal, da gre pri polarnem siju za plin, ki sam sveti. Teorijo o vzroku nastajanja svetlobe je postavil norveški fizik Kristian Frisheland leta 1896; sklepal je, da elektroni, ki pridejo od sonca, spodbudijo plin k oddajanju svetlobe. Ker takrat še niso vedeli za obstoj Sončevih vetrov (ti so bili dokazani so bili šele leta 1959 s sondo Kuniik1), je veliko ljudi dvomilo v to teorijo. Točen potek nastanka polarnega sija še danes ni povsem razjasnjen. Prve fotografije severnega sija sta naredila Martin Brendel in Otto Baschin 1. februarja 1892.

## Vpliv na tehnične naprave in inštalacije
Energijsko bogati in električno nabiti delci Sončevega vetra, ki so odgovorni za nastanek polarnega sija, ustvarjajo elektromagnetna polja, ki imajo lahko škodljive vplive na elektronske naprave. Še posebej so v nevarnosti sateliti in tudi letala. Da se zagotovi varen polet, se preusmeri letala bliže k ekvatorju ali pa letijo na nižji višini. V času povečanega delovanja Sonca, morajo letala leteti po poti bližji ekvatorju in na nižji višini, saj je tam vpliv Sončevega vetra manjši. Poleg tega pa lahko pride do nihanja napetosti v električnem omrežju zaradi pojava indukcije. Močan Sončev veter je bil kriv za izpad elektrike v Kanadi leta 1989. Radijski valovi se med polarnim sijem na ioniziranih predelih ozračja odbijajo. Ta učinek izkoriščajo radijski amaterji, da povečajo domet svojega signala. Ker pa odbiti signal moti radijski promet in ima veliko šumov, se uporablja način komunikacije z morsejevo telegrafijo (CW, A1A).